# Gentiana brachyphylla
Gentiana brachyphylla là một loài thực vật có hoa trong họ Long đởm. Loài này được Vill. mô tả khoa học đầu tiên năm 1779.